# António Nobre
António Emanuel Carvalho Nobre (Leiria, 24 november 1988) is een Portugees voetbalscheidsrechter. Hij is in dienst van FIFA en UEFA sinds 2019. Ook leidt hij sinds 2017 wedstrijden in de Primeira Liga.
Op 19 augustus 2017 leidde Nobre zijn eerste wedstrijd in de Portugese nationale competitie. Tijdens het duel tussen Tondela en Estoril-Praia (2–3) toonde de leidsman vijfmaal zijn gele kaart. In Europees verband debuteerde hij op 11 juli 2019 tijdens een wedstrijd tussen FK Liepāja en Dinamo Minsk in de eerste voorronde van de UEFA Europa League; het eindigde in 1–1 en Nobre gaf opnieuw aan vijf spelers een gele kaart. Zijn eerste interland floot hij op 11 juni 2022, toen Luxemburg met 0–2 verloor van Turkije door een benutte strafschop van Hakan Çalhanoğlu en een treffer van Serdar Dursun. Tijdens deze wedstrijd deelde Nobre alleen aan de Luxemburger Leandro Barreiro een gele kaart uit.

## Interlands
| Datum             | Plaats               | Wedstrijd              | Uitslag | Competitie             | Kreeg geel | Kreeg voor de tweede keer geel en dus rood | Weggestuurd |
| ----------------- | -------------------- | ---------------------- | ------- | ---------------------- | ---------- | ------------------------------------------ | ----------- |
| 11 juni 2022      | Luxemburg, Luxemburg | Luxemburg – Turkije    | 0 – 2   | Nations League 2022/23 | 1          | 0                                          | 0           |
| 22 september 2022 | Riga, Letland        | Letland – Moldavië     | 1 – 2   | Nations League 2022/23 | 4          | 0                                          | 0           |
| 20 juni 2023      | Boedapest, Hongarije | Hongarije – Litouwen   | 2 – 0   | EK 2024 kwalificatie   | 5          | 0                                          | 0           |
| 18 november 2023  | Basel, Zwitserland   | Zwitserland – Kosovo   | 1 – 1   | EK 2024 kwalificatie   | 4          | 0                                          | 0           |
| 26 maart 2024     | Madrid, Spanje       | Spanje – Brazilië      | 3 – 3   | EK 2024 kwalificatie   | 7          | 0                                          | 0           |
| 19 november 2024  | Cardiff, Wales       | Wales – IJsland        | 4 – 1   | Nations League 2024/25 | 8          | 0                                          | 0           |
| 22 maart 2025     | Nikšić, Montenegro   | Montenegro – Gibraltar | 3 – 1   | WK 2026 kwalificatie   | 4          | 0                                          | 0           |

Laatst bijgewerkt op 27 maart 2025.